# Radio associative

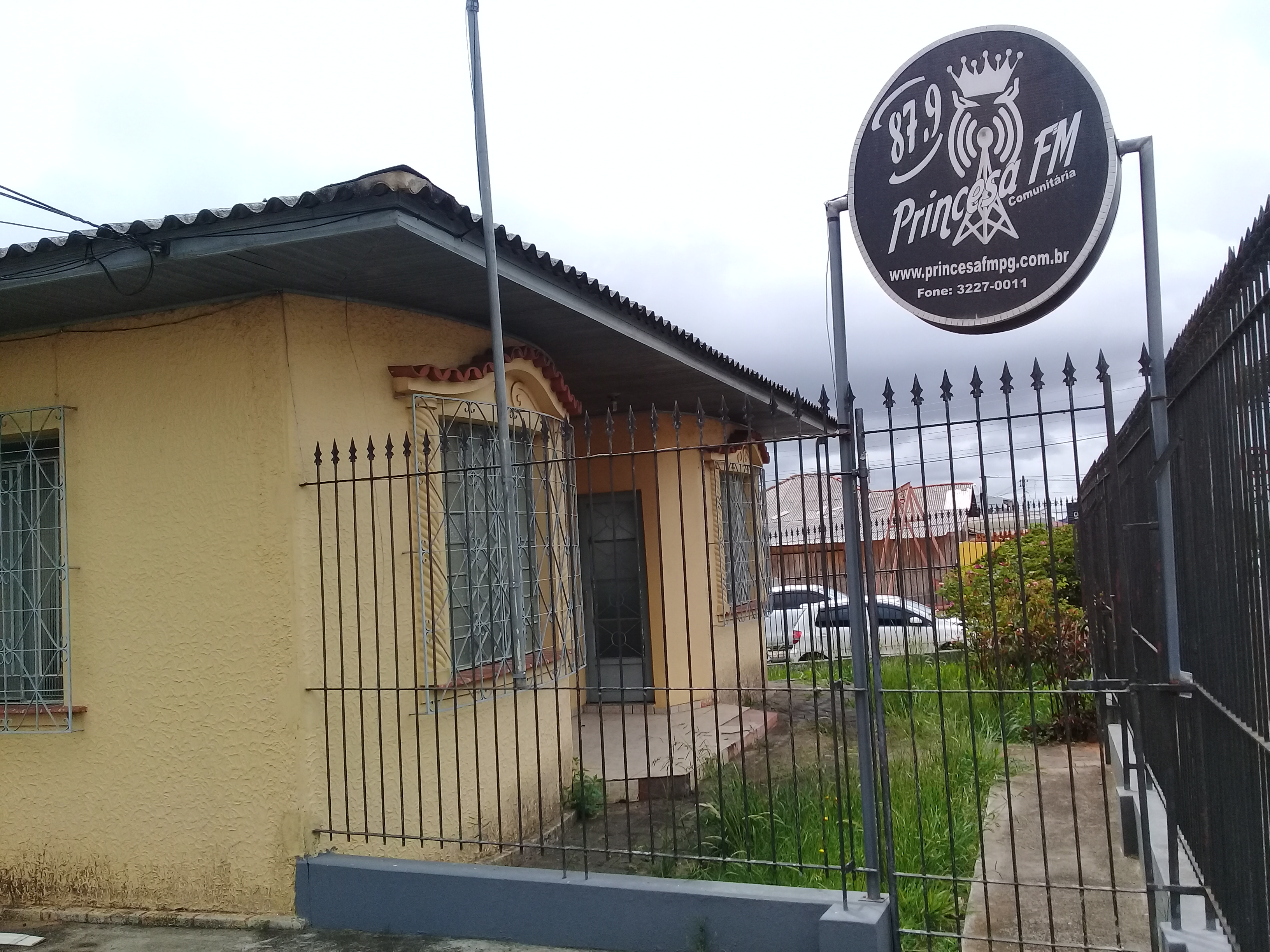
Princesa FM de Ponta Grossa, sud du Brésil un exemple de RA. Comme indiqué, la fréquence est de 87,9 mHz, l'un des syntonisations les plus courantes destinées à ce type de radio dans ce pays.

Une  radio associative, ou radio communautaire en Amérique du Nord (community radio en anglais), est un type de station de radio alternatif aux stations de radio commerciales et aux stations de radio de service public.

## Dénomination
Dans les pays anglophones et hispanophones, on parle de radios communautaires (community radio), tandis que l'expression radio associative est privilégiée en France. Selon Pascal Ricaud, « Le terme « radio communautaire » est peu utilisé et apprécié en France. Ailleurs […] cette appellation est bien perçue, assumée et régulièrement utilisée par les radios de communautés immigrées ou minoritaires. En France – où l’État-nation s’est construit et consolidé autour d’une identité et d’une langue unitaires - notre tradition républicaine et universaliste nous interdit presque d’utiliser ce terme trop connoté et vite assimilé à un communautarisme cloisonné, exclusif. Les Français parlent plus volontiers de radios libres, associatives, locales ou de proximité alors que presque partout ailleurs dans le monde - dans les domaines anglo-saxons ou hispaniques, mais aussi au Québec ou en Afrique francophone – l’expression de radio communautaire est employée sans nécessaire préalable ».

## En France

### Définition
Une radio associative est une station de radio à but non lucratif, régie par la loi de 1901.
Leur statut est fixé en France par la loi relative à la liberté de communication, dite loi Léotard, qui leur permet l'attribution d'une part significative des fréquences et un financement public : le FSER. Elles sont aussi autorisées à diffuser de la publicité, jusqu'à hauteur de 20 % de leur budget, mais un certain nombre de stations, attachées à leur totale indépendance éditoriale, refusent cependant d'employer cette ressource.
On parle aussi, à l'origine, de radios libres. Elles sont au nombre de 600 en France où elles emploient près de 3 000 salariés et plus de 8 000 dans le monde. Les radios associatives représentent par ailleurs plus de 20% des programmes diffusés en FM (privé ou public). Elles disposent en France d'organisations professionnelles, le Syndicat national des radios libres (SNRL), la Confédération Nationale des Radios Associatives (CNRA) et d'une fédération mondiale, l'Association mondiale des radiodiffuseurs communautaires (AMARC). En Belgique francophone (Wallonie et Bruxelles) les radios associatives et d'expression sont regroupées au sein de la CraXX, Coordination des Radios Associatives et d'Expression.
Par ailleurs, de nombreux réseaux regroupent plusieurs radios associatives afin de partager moyens et expériences, voire de donner une plus large audience à certains programmes communs, comme le réseau des radios universitaires Radio Campus France (anciennement IASTAR) ou le réseau des radios associatives rock Ferarock.

### Historique
Le modèle radiophonique français actuel remonte à la fin des années 1970. Auparavant, le monopole de la radio et de la télévision avait été instauré en France à la fin de la Seconde Guerre Mondiale et il avait été appliqué, avec un contrôle politique fort, jusqu’en 1981.
Dans les années 1970, les radios libres (aussi appelées à l'époque "radios pirates") ont constitué un mouvement de contestation envers cette situation, inspiré pour partie des idées de mai 1968. Les militants des radios libres contestaient politiquement le monopole de l’État sur la communication audiovisuelle du service public, ainsi que la publicité, symbole d’une société de consommation, et les inégalités sociales face aux médias.
Ces stations voulaient supprimer la rupture entre émetteurs et récepteurs, entre professionnels et amateurs, et donner la parole à tous, en premier lieu aux minorités, et construire des radios populaires et innovantes, culturelles et diverses dans leurs origines, leurs acteurs et leurs propos. Mais, illégales, ces stations étaient interdites et brouillées. Elles sont alors devenues un enjeu politique: dans leur ascension vers le pouvoir, François Mitterrand et la Gauche en on fait un élément de projet et lorsqu’ils remportent les élections en 1981, ces stations parviennent à la légalité.
Le mouvement acquiert une importance indéniable: on compte jusqu’à 3 500 stations locales entre 1983 et 1984, nouvellement baptisées "radios locales privées". Selon la loi elles sont toutes obligatoirement des radios associatives. Ce cadre doit les obliger à une transparence et à une gestion démocratique de leurs actions et leur interdit de poursuivre des buts lucratifs. Initialement, elles n’ont pas accès aux financements publicitaires, et ce sont des radios uniquement locales, indépendantes les unes des autres, sans possibilité de se rassembler en réseaux.
En 1984 et en 1986, des modifications législatives permettent aux radios libres d’abandonner le statut associatif, autorisent le financement publicitaire et la création de réseaux, entraînant la majeure partie des nouvelles radios dans une compétition économique et vers la concentration. Un nouveau secteur de radiodiffusion commerciale puissant en résulte qui s’organise autour de quelques groupes radiophoniques.
Les stations associatives restant fidèles aux engagements initiaux sont mises en difficulté, et étaient moins de 300 à la fin des années 1980. Mais la création d’une nouvelle instance de régulation, le CSA, avec la volonté de construire en France un paysage radiophonique équilibré et diversifié, ouvre une nouvelle période qui se poursuit depuis. Cette politique a protégé depuis 1989 le secteur des radios associatives en France et lui a même permis de se développer à nouveau.
En 2000, la loi est venue épauler et légitimer cette démarche, elle précise désormais que : “Le Conseil supérieur de l'audiovisuel veille, sur l'ensemble du territoire, à ce qu'une part suffisante des ressources en fréquences soit attribuée aux services édités par une association et accomplissant une mission de communication sociale de proximité”.
En 2012, il y a 578 radios associatives en France métropolitaine (exploitant 1 087 fréquences), et près de 700 au total, en ajoutant les stations se situant dans les collectivités d’Outre-mer.
Le 12 février 2018, on apprenait que Renaud Muselier, président de la Région Provence-Alpes-Côte d'Azur, avait décidé de supprimer toutes les subventions aux 40 radios associatives de la région.

## En Europe
Si le système Français de financement du FSER reste très original en Europe, des dispositifs comparables ont été créés en Belgique, aux Pays-Bas ou au Danemark.

### Sources
- Diversité Culturelle, interculturalité et radios associatives en France, l'exemple bordelais (Jean-Jacques CHEVAL et Sheila Vanessa SEVILLA ZEBALLOS, décembre 2009)
- Enquête sur le réseau Iastar par l'Observatoire de la Musique (Cité de la Musique, 2004)
- Enquête sur le réseau Ferarock par l'Observatoire de la Musique (Cité de la Musique, 2005)
- « la cnra », sur cnra.fr